# Волтер Мондејл
Волтер Фредерик „Фриц“ Мондејл (енгл. Walter Frederick "Fritz" Mondale; Селон, 5. јануар 1928 — Минеаполис, 19. април 2021) био је амерички политичар, члан Демократске странке, који је служио као 42. потпредседник Сједињених Држава у периоду од 1977. до 1981. у администрацији председника Џимија Картера, а пре тога као сенатор из Минесоте (1964–1976). Био је председнички кандидат Демократске странке на председничким изборима 1984. године.
Мондејл је рођен у Селону, Минесота и дипломирао је на Универзитету у Минесоти 1951. Након дипломирања отишао је у војску. Учествовао је у Корејском рату. Звање правника је стекао 1956. Оженио се са Џоун Адамс 1955. Радио је као адвокат у Минеаполису, док је 1960. изабран за државног тужиоца у Минесоти. Сенатор је постао крајем 1964. као члан Демократске странке након оставке Хјуберта Хамфрија, и на тој дужности је био до 1976. У сенату се залагао за пореске реформе и десегрегацију у школама. Противио се учешћу Сједињених Држава у Рату у Вијетнаму.
Године 1976. Џими Картер, демократски председнички кандидат, је одабрао Мондејла за свог потпредседничког кандидата на предстојећим председничким изборима. Картер и Мондејл су на изборима победили тадашњег председника, Џералда Форда. Током њиховог мандата је дошло до погоршања економије, и иако су обојица добили поновну номинацију Демократске странке, на изборима 1980. су изгубили од републиканске номинације Роналда Регана и Џорџа Х. В. Буша.
Волтер Мондејл је 1984. изборио да га Демократска странка номинује на председничким изборима, и залагао се за нуклеарно разоружање, Амандман о једнаким правима и смањење јавног дуга САД. На председничким изборима 1984. Мондејл је претрпео тежак пораз од председника Регана, освојивши гласове делегата само у својој родној држави Минесоти и у Дистрикту Колумбија.
Након избора, Мондејл је ступио у адвокатску фирму Дорси и Витни из Минесоте и Национални демократски институт за међународне односе (1986–93). Председник Бил Клинтон га је поставио за амбасадора у Јапану 1993; повукао се 1996. Од тада, Мондејл се вратио у фирму Дорси и Витни, и остао активан у Демократској странци.
Преминуо је у сну 19. априла 2021. у свом дому у Минеаполису. У тренутку смрти је имао 93 године. Дан уочи своје смрти је обавио пар телефонских разговора са Џимијем Картером, Билом Клинтоном, Џоом Бајденом, Камалом Харис, и гувернером савезне државе Минесота Тимом Волцом. Оставио је опроштајно писмо свом особљу, након што је заједно са својом породицом закључио "да је његова смрт неизбежна". Био је најстарији живи потпредседник САД-а до своје смрти.